# Kristina Nilsson

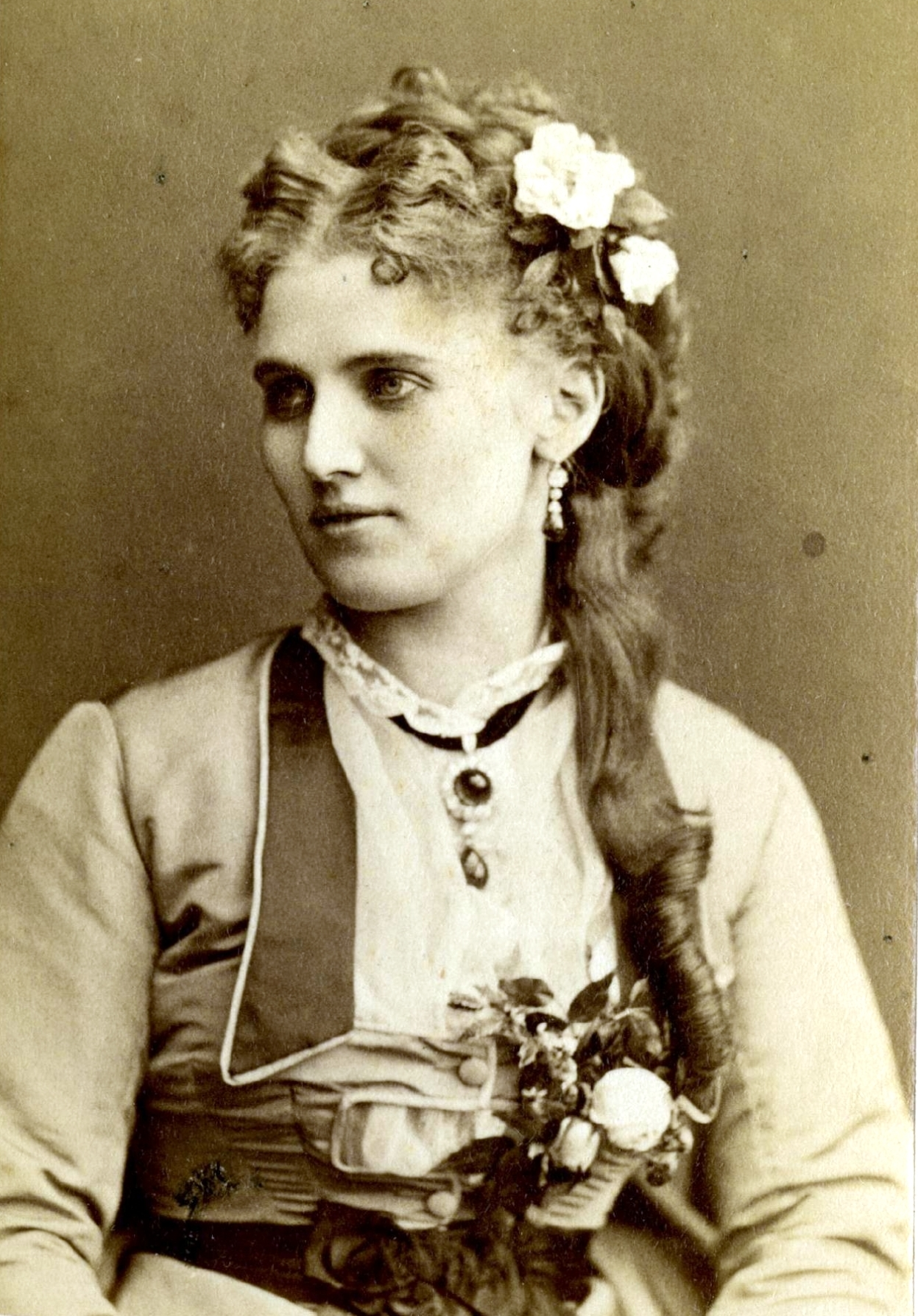
Kristina Nilsson, gravin van Casa Miranda

Kristina Nilsson (ook wel Christina of Christine), gravin van Casa Miranda (Sjöabol, 20 augustus 1843 - Växjö, 20 november 1921) was een Zweedse sopraan. Ze had een briljante belcanto-techniek, en werd beschouwd als een rivale voor de beroemdste diva van het victoriaanse tijdperk, Adelina Patti. In 1869 voegde ze zich bij Koninklijke Zweedse Muziekacademie.

## Biografie
Ze werd geboren als Kristina Jonasdotter in het dorpje Sjöabol, vlak bij Växjö, Småland, als dochter van de boer Jonas Nilsson en zijn vrouw Cajsa-Stina Månsdotter. Vanaf haar vroegste jaren gaf ze blijk van een vocaal talent. Ze leerde zichzelf viool en fluit spelen, en zong samen met haar broer op de braderieën in Zweden. Ze werd ontdekt door een prominente ambtenaar toen ze, veertien jaar oud, optrad op een markt in Ljungby. Hij werd al snel haar patroon, en stelde haar in staat vocale training te volgen. Twee jaar lang was ze een leerling van Franz Berwald.
In 1860 gaf ze concerten in Stockholm en Uppsala. Na vier jaar studie in Parijs maakte ze haar debuut in de opera als Violetta in La Traviata aan het Théâtre Lyrique in Parijs. Na dit succes zong aan de grote operahuizen van Londen, Sint-Petersburg, Wenen en New York. Ze trad ook op in de openingsvoorstelling van de Metropolitan Opera op 22 oktober 1883, in Gounods Faust.
Ze trouwde in Westminster Abbey met de Franse bankier Auguste Rouzaud, die in 1882 stierf. In 1887 trouwde ze met Angel Ramon Maria Vallejo y Miranda, graaf van Casa Miranda, die stierf in 1902. In haar correspondentie ondertekende ze vaak met Christine, en in het laatste deel van haar leven stond ze over het algemeen genomen bekend als de gravin van Casa Miranda.

## Cultuur
Er zijn vele gelijkenissen tussen Nilsson en Christine Daaé in Gaston Leroux' roman Het spook van de opera, en velen menen dat Leroux het personage baseerde op de operazangeres, hoewel hier geen bewijs voor is.
De Nederlandse artiest Anton Pieck heeft een illustratie gemaakt van een scène op de hoek van een straat, waarschijnlijk in Londen omstreeks 1890, waarin een sandwich-man adverteert voor een voorstelling van Donizetti's Lucia di Lammermoor in de opera, met Christine Nilsson. Op de hoek, bij het uithangbord van de Old Queen's Head Inn, staat een man die duveltjes-uit-doosjes verkoopt, en in het midden een man op een fiets.
Edith Whartons roman The Age of Innocence (1920) opent met een beschrijving van een voorstelling van Gounods Faust aan de Academy of Music in New York aan het begin van de jaren zeventig van de negentiende eeuw, waarin Nilsson de rol van Marguerite zingt. Het is mogelijk dat Wharton voorstellingen aan de Metropolitan Opera heeft bezocht in de jaren tachtig (in de jaren zeventig was ze nog een kind). Nilsson wordt ook in latere delen van de roman genoemd.
Ook wordt ze kort genoemd in Leo Tolstojs roman Anna Karenina.
- Bibsys: 10082402
- Biblioteca Nacional de España: XX4825900
- Bibliothèque nationale de France: cb14409231d (data)
- Gemeinsame Normdatei: 117021156
- International Standard Name Identifier: 0000 0000 7142 8865
- KulturNav: 95dd066b-b053-4b56-801c-7b260c7efcb2
- Library of Congress Control Number: no90011275
- MusicBrainz: 99f728d5-ecea-49f2-928d-f8e2986f395b
- Nationale Bibliotheek van Polen: a0000003659864
- Nederlandse Thesaurus van Auteursnamen: 202500713
- LIBRIS: 206413
- SNAC: w64x5kwz
- Système universitaire de documentation: 059377623
- Virtual International Authority File: 35223286
- WorldCat: E39PCjDqJYkXc94Vc4JDwGcpj3